# Vozera Usvetjtja
Vozera Usvetjtja (ryska: Озеро Усвечье, vitryska: Возера Усвечча) är en sjö i Belarus.   Den ligger i voblasten Vitsebsks voblast, i den norra delen av landet, 250 km norr om huvudstaden Minsk. Vozera Usvetjtja ligger 153 meter över havet. Arean är 4,0 kvadratkilometer. Den sträcker sig 2,6 kilometer i nord-sydlig riktning, och 2,3 kilometer i öst-västlig riktning.
I omgivningarna runt Vozera Usvetjtja växer i huvudsak blandskog. Runt Vozera Usvetjtja är det mycket glesbefolkat, med 7 invånare per kvadratkilometer.